# Hermann Schäfer (Komponist, 1911)
Hermann Schäfer (Pseudonym: Tom Glady; * 29. Oktober 1911 in Düsseldorf; † 10. August 1977 in Alzenau) war ein deutscher Komponist, Arrangeur, Dirigent und Orchesterchef.

## Leben
Mit sieben Jahren bekam Hermann Schäfer Unterricht in Orgel und Klavier und spielte mit seinem Vater, ebenfalls Musiker, die Begleitung zu Stummfilmen. Er studierte an den Musikhochschulen in Köln und Berlin und erlangte 1937 einen Abschluss als Orchesterleiter. Musikalische Erfahrungen sammelte er als 1. Oboist bei den Berliner Philharmonikern unter der Leitung von Wilhelm Furtwängler.
Während des Zweiten Weltkrieges war Schäfer Stabsmusikmeister und wurde u. a. auf den Kriegsschiffen Admiral Graf Spee und Gneisenau als Horchoffizier eingesetzt.
Nach dem Krieg war Hermann Schäfer Musikdirektor an den Stadttheatern in Schleswig und Kiel.
1954 gründete er das große Blasorchester „Die Wikinger“. Eine Reihe von Marine-, Reiter-, Armeemärschen und Marschliedern wurden unter der Leitung von Hermann Schäfer neu arrangiert und auf Schellack produziert und später für den Download aufbereitet, ohne den typischen Schellack-Sound zu verlieren. Das große Blasorchester wurde von einem Männerchor des Kieler Stadttheaters unterstützt.
Der damalige Verteidigungsminister Franz Josef Strauß beauftragte Hermann Schäfer 1957 mit dem Aufbau der Marine-Musikkorps Nord- und Ostsee. Mit dem Marinemusikkorps Ostsee folgten viele Konzerte und Tourneen. 1963 zog er nach Bayern und widmete sich der Förderung von Vereinsmusik. Er hinterließ Märsche, Ouvertüren, Polkas, Tangos und Schlager.

## Tonträger
(früher Philips, jetzt Online-Portale)
- Mit Sang und Klang (Volksmusik im Marschtempo)
- Blasmusikklänge im Schellacksound
- Marschmusik im Schellacksound

## Werke (Auswahl)
- Seeadler
- Falkland-Marsch
- Gneisenau-Marsch
- Scharnhorst-Marsch
- Marineflieger
- Gruß an die Saar
- Europa Fanfare
- Festliche Eröffnungsmusik (Pflichtstück für Spielmannszüge)
- OKAY Marsch Serie Blasmusikshop
- Atlantik Ouverture
- Nordlicht Ouverture
- Waldmeister Ouverture v. Joh. Strauß (arr.)
- Trompeten Bravour